# Moses Sichone
Moses Sichone (Mufulira, 31 de maio de 1977) é um ex-futebolista zambiano que atuava como zagueiro. Jogou boa parte de sua carreira no futebol da Alemanha.

## Carreira
Revelado pelo Chambishi em 1990, profissionalizou-se aos 16 anos de idade, em 1993. Jogou também pelo Nchanga Rangers antes de iniciar sua passagem pelo futebol alemão, iniciada em 1999 no Köln, onde atuou 114 vezes em 5 temporadas, porém não fez nenhum gol. Seu ponto alto como jogador das Cabras foi o título na segunda divisão de 1999–00. Este foi também o único título de Sichone em toda a carreira profissional.
No Alemannia Aachen, clube que defendeu entre 2004 e 2007, atuou em 76 jogos e balançou as redes 3 vezes. O zagueiro ainda passou por Kickers Offenbach, VfR Aalen, AEP Paphos (Chipre) e Carl Zeiss Jena, seu último clube como profissional. Após não ter o contrato renovado, saiu da equipe em junho de 2011 e ficou o restante do ano desempregado.
Em fevereiro de 2012, assinou pelo Bergheim 2000, onde o atacante Lukas Podolski jogou na base antes de defender o Köln. Sichone encerrou a carreira em 2013, aos 34 anos.

## Seleção Zambiana
Sichone atuou pela Seleção Zambiana em 3 edições da Copa Africana de Nações (1998, 2000 e 2002). Foram, no total, 14 partidas pelos Chipolopolo.

## Títulos
FC Köln
- 2. Bundesliga: 1 (1999–00)